# Thinodromus coronatus
Thinodromus coronatus – gatunek chrząszcza z rodziny kusakowatych i podrodziny kozubków.
Gatunek ten opisany został po raz pierwszy w 2020 roku przez Michaiła Gildienkowa na łamach „Russian Entomological Journal”. Jako lokalizację typową wskazano okolice Mambucal Seven Falls w prowincji Negros Occidental na filipińskiej wyspie Negros. Epitet gatunkowy oznacza po łacinie „ukoronowany” i odnosi się do budowy paramer w genitaliach samca.
Chrząszcz o wydłużonym ciele długości 2,7 mm, ubarwionym brązowo z żółtobrązowymi odnóżami, przedostatnimi i ostatnimi członami czułków oraz wierzchołkami pokryw, porośniętym jasnymi, dość długimi szczecinkami. Szersza niż dłuższa głowa ma duże, wyłupiaste, zajmujące prawie całe boki oczy, niewyraźne skronie oraz długie czułki. Punkty na powierzchni głowy są wyraźne, dość drobne i gęsto rozmieszczone. Sercowate, punktowane jak głowa przedplecze ma podkowiaste wgłębienie z tyłu i parę symetrycznych, słabo zaznaczonych, owalnych wcisków pośrodku. Również wyraźnie, dość drobno i gęsto punktowane są pokrywy. Powierzchnia odwłoka jest pokryta rozproszonym i drobnym punktowaniem.
Owad orientalny, endemiczny dla Filipin, znany z wysp Negros, Palawan i Luzon. Znajdywany między innymi wśród gnijących szczątków roślinnych na pobrzeżach rzek.